# Franco le Roux
Franco le Roux (* 1. Dezember 2005) ist ein südafrikanischer Hürdenläufer, der sich auf die 110-Meter-Distanz spezialisiert hat.

## Sportliche Laufbahn
Erste internationale Erfahrungen sammelte Franco le Roux im Jahr 2025, als er bei den World University Games in Bochum in 14,85 s den achten Platz über 110 m Hürden belegte.
2025 wurde le Roux südafrikanischer Meister im 110-Meter-Hürdenlauf.

## Persönliche Bestzeiten
- 110 m Hürden: 13,44 s (0,0 m/s), 26. April 2025 in Potchefstroom
- 60 m Hürden: 7,81 s, 15. Oktober 2024 in Potchefstroom